# Daniel Gauvry
Daniel Gauvry é um ator mexicano.

## Filmografia

### Telenovelas
- La esposa virgen (2005) ..... Paulino
- Así son ellas (2002) ..... Néstor Elorza
- Ramona (2000) ..... Dr. Brown
- Por un beso (2000) ..... Dr. Asturias
- Por tu amor (1999) ..... Maricio Torres
- Camila (1998) ..... Hernán Galindo
- Gente bien (1997) ..... Rafael
- La antorcha encendida (1996) ..... Alexander Von Humboldt
- María la del Barrio (1995) ..... Clemente Barena
- Marimar (1994) ..... Arturo